# Сини
Сѝни (на италиански и на сардински: Sini) е село и община в Южна Италия, провинция Ористано, автономен регион и остров Сардиния. Разположено е на 255 m надморска височина. Населението на общината е 523 души (към 2010 г.).